# 張釗
張釗（？—1852年），清朝广东省肇庆府鹤山县（今广东省鹤山市）人，太平天国革命前夕广东天地会抗清斗争首领之一。
張釗绰号大头羊。早年加入三合会，波山船水手，往来于浔州及柳州之间在今天广西浔江、柳江一带活动。道光三十年（1850年），他到金田参加洪秀全的拜上帝会，之后不久投靠清朝政府。太平天国运动爆发后，他帮助清军夹击太平军。咸丰二年（1852年）再次反清，被两广总督徐广缙所杀。